# Kira Hagi
Kira Hagi (Barcellona, 31 marzo 1996) è un'attrice rumena.
La sua prima esibizione a teatro è stata Fetița cu chibrituri (La fiammiferaia).

## Biografia
Kira Hagi è figlia del famoso calciatore Gheorghe Hagi e di sua moglie Marilena Hagi. Ha anche un fratello, Ianis Hagi, anche lui calciatore. Poiché suo padre è di discendenza arumena, anche lei è in parte arumena.

## Carriera
A partire dal 2014, quando è apparsa in București, te iubesc (Bucarest, ti amo), Hagi ha partecipato a diversi film. I film includono Tra tormento e amen, Dal libro, Ragazza dei sogni, Fragile e Plain Jane e il gioco degli appuntamenti. Ha anche avuto un ruolo nella serie per bambini del 2021 Waffles + Mochi.